# Waldpark Marienhöhe

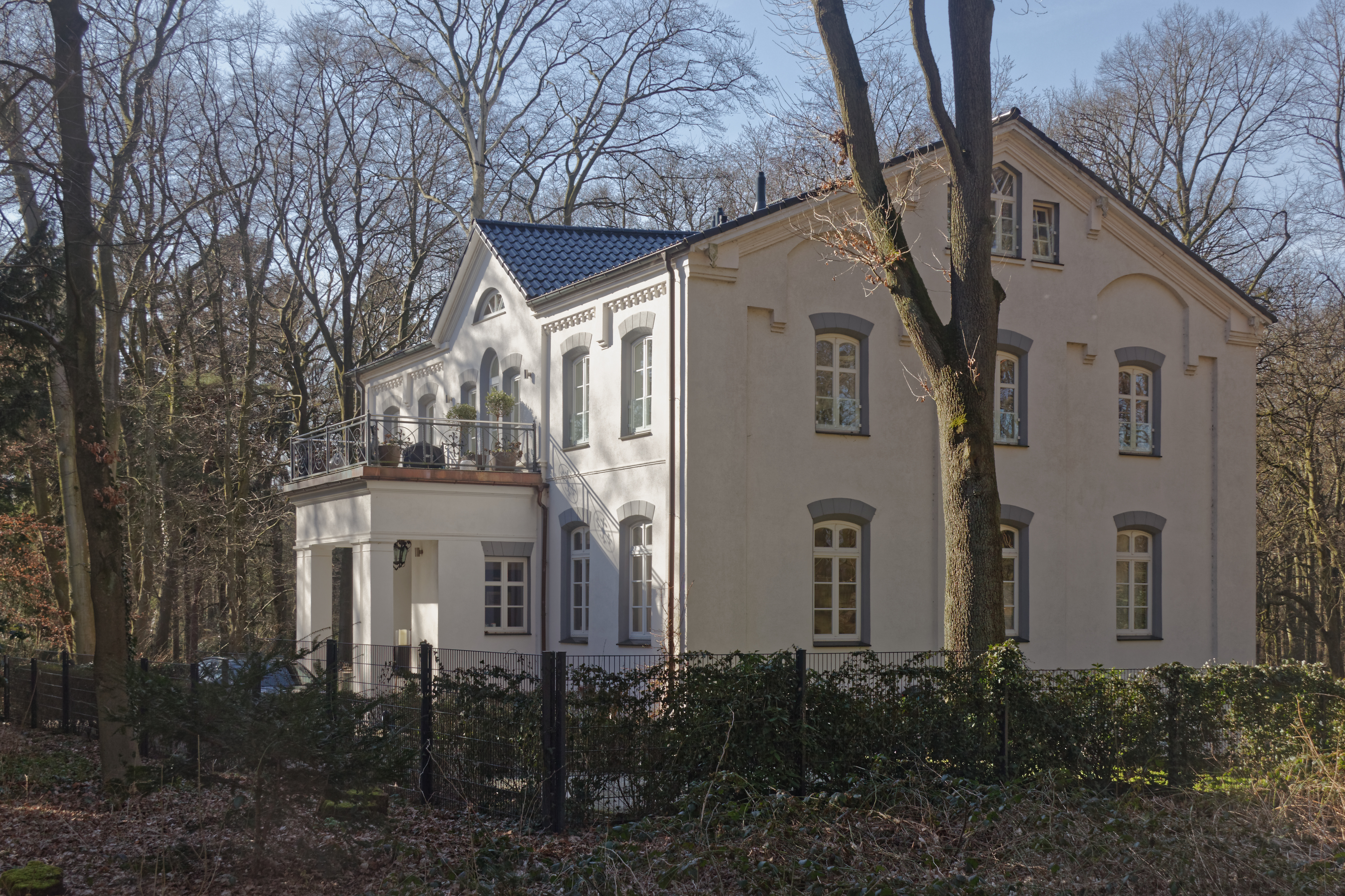
Denkmalgeschütztes Gutshaus Marienhöhe im Waldpark

Der Waldpark Marienhöhe ist ein als Parkanlage gepflegtes Waldgebiet in Hamburg-Rissen und -Sülldorf. Die Benennung erfolgte nach der Marienhöhe, einem Gutshaus, das im Osten des Geländes nahe der gleichnamigen Straße gelegen ist. Dort liegt auch das Freibad gleichen Namens.

## Lage
Der nördlich der Stadtteilgrenze zu Blankenese gelegene Waldpark ist etwa 74,14 Hektar groß. Er umfasst das Gelände der Rissener Kiesgrube, dazu kommt das südlicher gelegene Waldgebiet zwischen Rissener Landstraße, Sülldorfer Landstraße und Sülldorfer Mühlenweg. Südlich der Rissener Landstraße setzt sich das Waldgebiet bis zum Golfplatz und zum Waldpark Falkenstein fort. Östlich des Sülldorfer Mühlenwegs liegt zudem die eigentliche Marienhöhe mit dem Gutshaus und dem Freibad.
Verschiedene Wege, darunter ein Rundweg, führen durch das Gelände mit Mischwäldern, Lichtungen und Teichen. Einige Wege wurden auf der früheren Trassenführung von Feldbahnanlagen, mit denen Kies aus der Kiesgrube zum Elbhang und nach Norden zur Strecke der nach Wedel verlängerten Altona-Blankeneser Eisenbahn gebracht wurde, angelegt. Östlich liegt außer dem Freibad das Gelände des Blankeneser Friedhofs.

## Geschichte

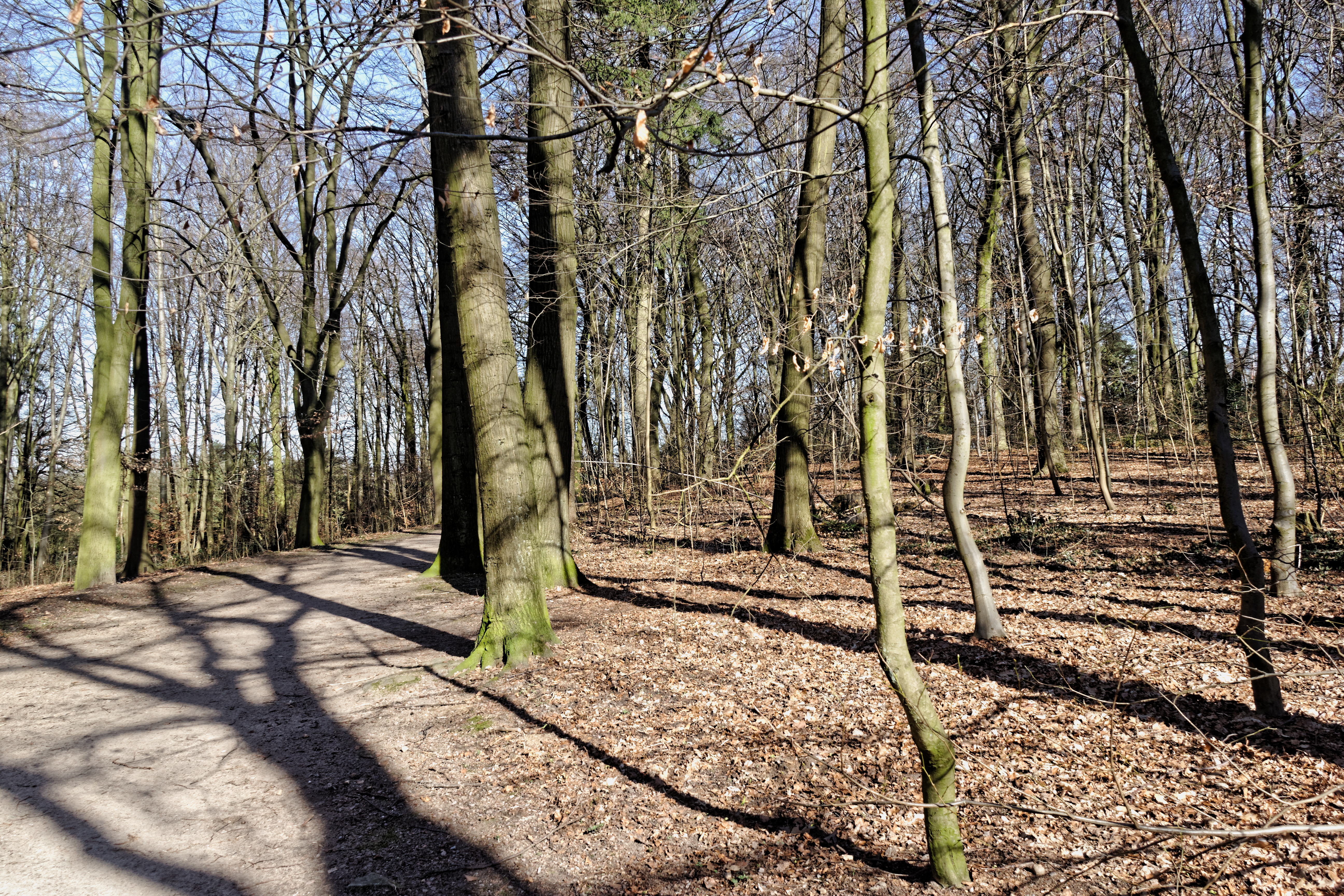
Waldpark Marienhöhe

Ein großer Teil des Geländes gehörte früher zu einer Ziegelei, dem früheren Haidhof. 1871 erhielt diese den Namen Gut Marienhöhe, nachdem sie vom Kaufmann Simon Heeren erworben worden war. Der ehemalige Ziegeleiteich – die Ziegelei wurde zu dieser Zeit abgerissen – ist noch als tannenbestandene Senke auszumachen. Beim Bau des Freibads wurde diese mit Aushub angefüllt. Ab Mitte der 1960er Jahre wurde der heutige Park angelegt, der Teile des Geländes der ehemaligen Rissener Kies- und Sandgrube umfasst. Ab Mitte der 1970er Jahre wurde der Kies- und Sandabbau beendet. Die Kiesgrube wurde renaturiert und der Park diente nun komplett der Naherholung. Im Winter wurden und werden die Hügel vielfach zum Rodeln genutzt. In den 1990er und 2000er Jahren entstanden zu den bereits vorhandenen Grillplätzen weitere Spiel- und Sportanlagen, so etwa 2009 eine Skateanlage.